# Андерсон, Эмбер
Эмбер Фелисити Роуз Андерсон (англ. Amber Anderson; род. 5 марта 1992, Гластонбери, Сомерсет) — британская актриса, пианистка и модель. Наиболее известна благодаря ролям ролям Киары Портер в криминальной драме «Страйк» и Дианы Митфорд в шестом сезоне «Острых козырьков». Среди её фильмов — «Мы — уроды» (2013), «Белая ложь» (2019) и «Эмма» (2020).
Андерсон — пианистка и скрипачка по образованию, начинала свою карьеру в модельном бизнесе.

## Биография
Андерсон родилась в Шептон-Маллет, в детстве жила в Сомерсете и Уилтшире. Имея шотландское происхождения по отцовской линии, она, в возрасте 6 лет, переехала в Форрес, на северо-востоке Шотландии. Её мать была обеспокоена «проблемой 2000 года» и хотела жить более уединённо.
Андерсон посещала начальную школу в Лоджи, также получала образование по системе Штайнера. Училась игре на фортепиано и скрипке в Абердинской городской музыкальной школе до восьмого и девятого классов соответственно. В возрасте 16 лет Андерсон получила двойную стипендию по музыке и драме в школе Гордонстоун — первую стипендию такого рода. На неё обратили внимание во время шопинга в Глазго, и она досрочно бросила школу, чтобы продолжить карьеру в Лондоне.
Андерсон снималась в рекламе таких брендов, как Clarins, Burberry, Chanel и Kenzo. Выступала моделью для Dior, Jean Paul Gaultier, Burberry, Hermes и Chanel.
Работала с известными фотографами: Альбертом Уотсоном, Марио Тестино, Патриком Демаршелье, Ником Найтом и Солве Сансбо.
В 2021 году стало известно, что Андерсон присоединится к актёрскому составу шестого сезона «Острых козырьков», которая выйдет в эфир в 2022 году. Ее роль первоначально не раскрывалась, но позже стало известно, что это будет леди Диана Митфорд.
В мае 2023 года Андерсон дебютировала на профессиональной сцене в роли Люка Ньютона в возрожденном спектакле The Shape of Things в Park Theatre. В 2024 году Андерсон вместе с Рози Дэй и Кейт Филлипс основала продюсерскую компанию Just John Films.
В 2017 году Андерсон обвинила Харви Вайнштейна в неподобающем поведении и домогательствах.
Андерсон состоит в отношениях с актером Коннором Суинделсом, с которым снималась в фильме «Эмма».